# Rue Poulletier
Rue Poulletier je ulice na ostrově sv. Ludvíka v Paříži.

## Poloha
Ulice protíná ostrov od jihu na sever a spojuje tak Quai de Béthune a Quai d'Anjou.

## Historie
Ulice vznikla v roce 1614 na místě průplavu, který odděloval ostrovy Notre-Dame a Vaches. Jeho zasypáním a spojením ostrovů vznikl ostrov svatého Ludvíka. Proto nese ulice jméno stavitele Luglese Poulletiera, který byl spolu s Christophem Mariem a Françoisem Le Regrattierem pověřen stavebním propojením ostrovů.

## Významné stavby
- kostel Saint-Louis-en-l'Île
- dům č. 5: dne 17. září 1632 zde Vincenc z Pauly založil Společnost dcer křesťanské lásky
- dům č. 12: městský palác
- dům č. 20: městský palác Hôtel Meiland chráněný jako historická památka